# 1. Tennis-Bundesliga (Damen) 2019
Die 1. Tennis-Bundesliga der Damen wurde 2019 vom 5. Mai bis zum 9. Juni zum 21. Mal ausgetragen, insgesamt sieben Mannschaften waren am Start. Aufsteiger waren der TC Bredeney aus der 2. Bundesliga Nord und der TC Bad Vilbel aus der 2. Bundesliga Süd. Da der amtierende Meister Eckert Tennis Team Regensburg am 30. September 2018 seine Mannschaft aus der 1. Bundesliga abgemeldet hatte, wurde den Zweitplatzierten der 2. Bundesligen der freie Platz angeboten. Der TC Blau-Weiß Dresden-Blasewitz komplettierte dadurch als dritter Aufsteiger die 1. Bundesliga.
Meister wurde der Aufsteiger TC Bad Vilbel, während der TK Blau-Weiss Aachen und der DTV Hannover in die 2. Bundesliga abstiegen.

## Spieltage und Mannschaften
| Spieltage                                |
| ---------------------------------------- |
| 1. Spieltag: So, 5. Mai 2019, 11:00 Uhr  |
| 2. Spieltag: Fr, 10. Mai 2019, 13:00 Uhr |
| 3. Spieltag: So, 12. Mai 2019, 11:00 Uhr |
| 4. Spieltag: Fr, 17. Mai 2019, 13:00 Uhr |
| 5. Spieltag: So, 2. Juni 2019, 11:00 Uhr |
| 6. Spieltag: Fr, 7. Juni 2019, 13:00 Uhr |
| 7. Spieltag: So, 9. Juni 2019, 11:00 Uhr |

| Mannschaften                       |
| ---------------------------------- |
| DTV Hannover                       |
| TC Bad Vilbel (N)                  |
| TC Bredeney Essen (N)              |
| TC Blau-Weiß Dresden-Blasewitz (N) |
| TC Rüppurr Karlsruhe               |
| TEC Waldau                         |
| TK Blau-Weiss Aachen               |

## Abschlusstabelle
|     | Mannschaft                         | Begegnungen | Punkte | Matches | Sätze | Spiele  |
| --- | ---------------------------------- | ----------- | ------ | ------- | ----- | ------- |
| 01. | TC Bad Vilbel (N)                  | 6           | 8:4    | 34:20   | 76:46 | 555:430 |
| 02. | TC Bredeney (N)                    | 6           | 8:4    | 31:23   | 67:56 | 501:457 |
| 03. | TC Rüppurr Karlsruhe               | 6           | 6:6    | 30:24   | 64:57 | 473:476 |
| 04. | TC Blau-Weiß Dresden-Blasewitz (N) | 6           | 6:6    | 29:25   | 65:58 | 518:484 |
| 05. | TEC Waldau                         | 6           | 6:6    | 25:29   | 57:62 | 509:486 |
| 06. | TK Blau-Weiss Aachen               | 6           | 6:6    | 24:30   | 59:67 | 493:528 |
| 07. | DTV Hannover                       | 6           | 2:10   | 16:38   | 41:83 | 380:568 |

|                      |                                                               |
| Zum Saisonende 2018: |                                                               |
| (N)                  | Neuling, Aufsteiger aus der 2. Tennis-Bundesliga (Damen) 2018 |

| Zum Saisonende 2019:                                                                                             |
| Meister: TC Bad Vilbel Absteiger in die 2. Tennis-Bundesliga (Damen) 2020: TK Blau-Weiss Aachen und DTV Hannover |

## Mannschaftskader
| Pos. | Name                  |
| ---- | --------------------- |
| 1    | Laura Siegemund       |
| 2    | Stefanie Vögele       |
| 3    | Lara Arruabarrena     |
| 4    | Mandy Minella         |
| 5    | Karolína Muchová      |
| 6    | Kateryna Koslowa      |
| 7    | Fanny Stollár         |
| 8    | Sílvia Soler Espinosa |
| 9    | Barbora Krejčíková    |
| 10   | Anna Bondár           |
| 11   | Sabine Lisicki        |
| 12   | Réka-Luca Jani        |
| 13   | Eléonora Molinaro     |
| 14   | Anne Schäfer          |
| 15   | Liana Cammilleri      |
| 16   | Penelope Neff         |

| Pos. | Name                 |
| ---- | -------------------- |
| 1    | Anastasija Sevastova |
| 2    | Viktória Kužmová     |
| 3    | Kirsten Flipkens     |
| 4    | Tatjana Maria        |
| 5    | Johanna Larsson      |
| 6    | Ljudmila Samsonowa   |
| 7    | Bibiane Schoofs      |
| 8    | Antonia Lottner      |
| 9    | Lesley Kerkhove      |
| 10   | Alexandra Cadanțu    |
| 11   | Diāna Marcinkēviča   |
| 12   | Georgia Brescia      |
| 13   | Jule Niemeier        |
| 14   | Julia Terziyska      |
| 15   | Mara Guth            |
| 16   | Natela Dsalamidse    |

| Pos. | Name                |
| ---- | ------------------- |
| 1    | Mihaela Buzărnescu  |
| 2    | Alison Van Uytvanck |
| 3    | Bernarda Pera       |
| 4    | Arantxa Rus         |
| 5    | Wiktorija Tomowa    |
| 6    | Richèl Hogenkamp    |
| 7    | Zoe Hives           |
| 8    | Anastasia Zarycká   |
| 9    | Greet Minnen        |
| 10   | Katharina Hobgarski |
| 11   | Mina Hodzic         |
| 12   | Sarah Gronert       |
| 13   | Dinah Pfizenmaier   |
| 14   | Nicola Geuer        |
| 15   | Carolin Daniels     |
| 16   | Antonia Balzert     |

| Pos. | Name                       |
| ---- | -------------------------- |
| 1    | Petra Martić               |
| 2    | Aleksandra Krunić          |
| 3    | Polona Hercog              |
| 4    | Ysaline Bonaventure        |
| 5    | Valentini Grammatikopoulou |
| 6    | Quirine Lemoine            |
| 7    | Marie Benoît               |
| 8    | Magali Kempen              |
| 9    | Elyne Boeykens             |
| 10   | Indy de Vroome             |
| 11   | Paula Kania                |
| 12   | Eva Wacanno                |
| 13   | Julia Kimmelmann           |
| 14   | Demi Schuurs               |
| 15   | Olivia Kaiser              |
| 16   | Sonja Wind                 |

| Pos. | Name                 |
| ---- | -------------------- |
| 1    | Kateřina Siniaková   |
| 2    | Anna-Lena Friedsam   |
| 3    | Mona Barthel         |
| 4    | Dalila Jakupović     |
| 5    | Ana Bogdan           |
| 6    | Anna Zaja            |
| 7    | Tamira Paszek        |
| 8    | Kimberley Zimmermann |
| 9    | Katarzyna Piter      |
| 10   | Lena Rüffer          |
| 11   | Anna Gabric          |
| 12   | Laura Schaeder       |
| 13   | Walerija Solowjowa   |
| 14   | Carmen Schultheiss   |
| 15   | Anita Husarić        |
| 16   | Antonia Blattner     |

| Pos. | Name                        |
| ---- | --------------------------- |
| 1    | Wera Igorewna Swonarjowa    |
| 2    | Aliona Bolsova Zadoinov     |
| 3    | Varvara Lepchenko           |
| 4    | Irina Bara                  |
| 5    | Magdalena Fręch             |
| 6    | Tereza Mrdeža               |
| 7    | Myrtille Georges            |
| 8    | María José Martínez Sánchez |
| 9    | Anna-Lena Grönefeld         |
| 10   | Franziska Sziedat           |
| 11   | Shaline-Doreen Pipa         |
| 12   | Angelina Wirges             |
| 13   | Laura Pous Tió              |
| 14   | Lourdes Domínguez Lino      |
| 15   | Nicole Melichar             |
| 16   | Syna Kayser                 |

| Pos. | Name                |
| ---- | ------------------- |
| 1    | Andrea Petković     |
| 2    | Kristýna Plíšková   |
| 3    | Denisa Allertová    |
| 4    | Tereza Smitková     |
| 5    | Warwara Flink       |
| 6    | Tereza Martincová   |
| 7    | Alexandra Dulgheru  |
| 8    | Paula Ormaechea     |
| 9    | Andreea Rosca       |
| 10   | Miriam Kolodziejová |
| 11   | Dalma Gálfi         |
| 12   | Lara Schmidt        |
| 13   | Alicja Rosolska     |
| 14   | Petra Krejsová      |
| 15   | Zuzana Zálabská     |
| 16   | Emily Welker        |

## Spielplan
| Datum/Uhrzeit      | Heimmannschaft                 | Gastmannschaft                 | Matches | Sätze | Spiele |
| ------------------ | ------------------------------ | ------------------------------ | ------- | ----- | ------ |
| So., 5. Mai 11:00  | TC Blau-Weiß Dresden-Blasewitz | TC Rüppurr Karlsruhe           | 3:6     | 8:12  | 76:91  |
| So., 5. Mai 11:00  | DTV Hannover                   | TK Blau-Weiss Aachen           | 3:6     | 9:13  | 87:91  |
| So., 5. Mai 11:00  | TC Bad Vilbel                  | TC Bredeney                    | 7:2     | 15:4  | 105:61 |
| So., 5. Mai 11:00  | TEC Waldau                     | spielfrei                      |         |       |        |
| Fr., 10. Mai 13:00 | TK Blau-Weiss Aachen           | TEC Waldau                     | 5:4     | 11:8  | 87:75  |
| Fr., 10. Mai 13:00 | TC Rüppurr Karlsruhe           | TC Bredeney                    | 2:7     | 5.15  | 69:101 |
| Fr., 10. Mai 13:00 | TC Bad Vilbel                  | DTV Hannover                   | 5:4     | 12:9  | 90:69  |
| Fr., 10. Mai 13:00 | TC Blau-Weiß Dresden-Blasewitz | spielfrei                      |         |       |        |
| So., 12. Mai 11:00 | TK Blau-Weiss Aachen           | TC Rüppurr Karlsruhe           | 1:8     | 6:16  | 76:101 |
| So., 12. Mai 11:00 | TC Bredeney                    | TEC Waldau                     | 8:1     | 16:6  | 93:71  |
| So., 12. Mai 11:00 | DTV Hannover                   | TC Blau-Weiß Dresden-Blasewitz | 6:3     | 15:8  | 92:74  |
| So., 12. Mai 11:00 | TC Bad Vilbel                  | spielfrei                      |         |       |        |
| Fr., 17. Mai 13:00 | TEC Waldau                     | TC Blau-Weiß Dresden-Blasewitz | 5:4     | 10:10 | 82:93  |
| Fr., 17. Mai 13:00 | TC Rüppurr Karlsruhe           | TC Bad Vilbel                  | 1:8     | 4:17  | 39:105 |
| Fr., 17. Mai 13:00 | TC Bredeney                    | DTV Hannover                   | 7:2     | 15:6  | 94:59  |
| Fr., 17. Mai 13:00 | TK Blau-Weiss Aachen           | spielfrei                      |         |       |        |
| So., 2. Juni 11:00 | TK Blau-Weiss Aachen           | TC Blau-Weiß Dresden-Blasewitz | 4:5     | 10:10 | 89:89  |
| So., 2. Juni 11:00 | TEC Waldau                     | TC Bad Vilbel                  | 2:7     | 5:14  | 88:101 |
| So., 2. Juni 11:00 | TC Rüppurr Karlsruhe           | DTV Hannover                   | 9:0     | 18:0  | 109:35 |
| So., 2. Juni 11:00 | TC Bredeney                    | spielfrei                      |         |       |        |
| Fr., 7. Juni 13:00 | TC Bad Vilbel                  | TK Blau-Weiss Aachen           | 4:5     | 10:12 | 78:90  |
| Fr., 7. Juni 13:00 | DTV Hannover                   | TEC Waldau Stuttgart           | 1:8     | 2:17  | 38:110 |
| Fr., 7. Juni 13:00 | TC Blau-Weiß Dresden-Blasewitz | TC Bredeney                    | 8:1     | 17:3  | 103:54 |
| Fr., 7. Juni 13:00 | TC Rüppurr Karlsruhe           | spielfrei                      |         |       |        |
| So., 9. Juni 11:00 | TC Blau-Weiß Dresden-Blasewitz | TC Bad Vilbel                  | 6:3     | 12:8  | 83:76  |
| So., 9. Juni 11:00 | TC Bredeney                    | TK Blau-Weiss Aachen           | 6:3     | 14:7  | 98:60  |
| So., 9. Juni 11:00 | TEC Waldau Stuttgart           | TC Rüppurr Karlsruhe           | 5:4     | 11:9  | 83:74  |
| So., 9. Juni 11:00 | DTV Hannover                   | spielfrei                      |         |       |        |